# Ernst König (Widerstandskämpfer)
Ernst König (* 3. März 1898 in Heinrichs; † 5. Januar 1945 in Weimar) war ein Werkzeugmacher und kommunistischer Widerstandskämpfer gegen den Nationalsozialismus, der mit dem Fallbeil im Hof des Landgerichts Weimar hingerichtet wurde.

## Leben
Nach dem Besuch der Volksschule erlernte er den Beruf des Werkzeugmachers. Ausgeübt hat er ihn bis 1916 in Heinrichs, danach in Berlin. Im Ersten Weltkrieg wurde er als Soldat zur Artillerie eingezogen. Im Jahre 1918 erlitt er an der Front eine Gasvergiftung. Als er wiederhergestellt war, arbeitete er wieder in seinem Beruf in Suhl und in Sömmerda, jeweils durch Zeiten der Arbeitslosigkeit unterbrochen. Im Jahre 1924 trat König dem Deutschen Metallarbeiter-Verband (DMV) bei. Er erkannte die Gefahr des aufziehenden Faschismus. 1931 wurde er Mitglied der KPD und 1932 Organisationsleiter im „Kampfbund gegen den Faschismus“. Er gehörte zum Kopf einer Widerstandsgruppe im Simson-Werk von Heinrichs. Zusammen mit anderen entwarf und verteilte er Flugblätter, die sich gegen Faschismus und Krieg richteten. Auch das Braunbuch über den Reichstagsbrand machten sie bekannt. Im Jahre 1936 wurde er zu drei Monaten Haft verurteilt. Von Juni 1937 bis April 1939 wurde er erneut in sogenannte „Schutzhaft“ genommen. Zusammen mit Erhardt Schübel unterstützte er mit den Erlösen von Flugschriften und mit gesammelten Spenden etliche Familien verhafteter Antifaschisten. In der Folgezeit knüpfte er weiter Verbindungen zu anderen Hitler-Gegnern. Von dem Gestapospitzel Fritz Klett bekam er 1942 vier Pistolen; eine davon wurde an Bernhard Kleffel aus der SPD-Widerstandsgruppe um Guido Heym weitergegeben. Nachdem die Gestapo genügend Beweise in der Hand hatte, wurde König im Dezember 1944 vom Volksgerichtshof in Rudolstadt zum Tode verurteilt. Die Vollstreckung erfolgte am 5. Januar 1945 in Weimar zusammen mit acht weiteren Todeskandidaten.
1926 hat Ernst König geheiratet, die Ehe blieb kinderlos.

## Erinnerung
- In einer Grab- und Gedenkstätte mit einer Statue auf dem Friedhof Heinrichs sind an deren Fuß die Namen von Gottlieb Heß, Erhardt Schübel und Ernst König eingemeißelt.[1]
- In Heinrichs wurde zu DDR-Zeiten eine „Ernst-König-Straße“ benannt.
- Am 29. Mai 2010 wurde am Eingang zu dieser Straße ein Stolperstein gelegt.